# Тюменска област
Тюменска област е субект на Руската Федерация (РФ), влизаща в състава на Уралския федерален окръг. Площ заедно с Ханти-Мансийския и Ямало-Ненецкия автономен окръг 1 464 173 km2 (3-то място по големина в Руската Федерация, след Република Якутия и Красноярски край, 8,55% от нейната територия). Площ без двата автономни окръга 160 122 km2 (24-то място в Руската Федерация, 0,94% от нейната площ). Население на 1 януари 2018 г. заедно с двата автономни окръга 3 692 400 души (9-о място в Руската Федерация, 2,51% от нейното население). Население без двата автономни окръга 3 692 400 души (31-во място в Руската Федерация, 1,02% от нейното население). Административен център град Тюмен. Разстояние от Москва до Тюмен 2144 km.

## Историческа справка
Първите руски градове на територията на сегашната Тюменска област възникват в края на ХVІ в. – Тюмен (1586 г.) и Тоболск (1587 г.). През 1670 г. е основана Слобода Коркина, която заедно със селището Ялуторовск през 1782 г. са признати за град Ишим и град Ялуторовск. През 1796 г. е създадена Тоболска губерния, която на 2 март 1920 г. е преименувана на Тюменска губерния и административния център е преместен в град Тюмен. Сегашната Тюменска област е образувана на 14 август 1944 г. от части на Омска и Курганска област.

## Географска характеристика

### Географско положение, граници, големина
Тюменска област се намира в западната част на Азиатска Русия (Западен Сибир и влиза в състава на Уралския федерален окръг. На изток граничи с Красноярски край, на югоизток – с Томска и Омска област, на юг – с Казахстан, на югозапад – с Курганска и Свердловска област, на запад – с Република Коми и Ненецки автономен окръг на Архангелска област, а на север се мие от водите на Карско море на Северния ледовит океан. В тези си граници заема площ заедно с Ханти-Мансийския и Ямало-Ненецкия автономен окръг 1 464 173 km2 (3-то място по големина в Руската Федерация, след Република Якутия и Красноярски край, 8,55% от нейната територия). Площ без двата автономни окръга 160 122 km2 (24-то място в Руската Федерация, 094% от нейната площ).

### Релеф, полезни изкопаеми
Тюменска област в по-голямата си част е разположена в пределите на Западносибирската равнина с височина до 285 m (в източната част на възвишението Сибирски Ували). На запад се простират източните склонове Северен, Приполярен и Полярен Урал, части от Уралските планини с максимална височина връх Народная 1895 m в Приполярен Урал. Понижените части на равнините са силно заблатени, осеяни с голямо количество езера.
В недрата на Тюменска област през 1950-60-те години са открити огромни залежи на нефт и газ, т.нар. Западносибирски нефтогазов басейн. На източните склонове на Урал се разработват находища на кафяви въглища, железни и други руди и многочислени находища на строителни материали.

### Климат
Климатът в областта е континентален. Средна януарска температура в село Тазовски -28,9 °C. Лятото е кратко и хладно със средна юлска температура от 15,3 °C в град Тарко Сале до 3,6 °C на остров Бели в Карско море. В средните части на областта средната януарска температура (в село Казим) е -23,3 °C, а средната юлска температура от 15,9 °C в сгт Березово до 17,6 °C в град Ханти Мансийск. В южните части на областта средната януарска температура е -18,6 °C в град Ишим и -16,7 °C в град Тюмен, а средната юлска температура в Тюмен е 18,6 °C. Годишната сума на валежите се колебае от 222 mm на юг до 577 mm на северозапад. В северните части широко е разпространена вечно замръзналата почва. Вегетационния период (минимална денонощна температура 5 °C) продължава от 157 – 162 денонощия в южните части до 115 – 125 денонощия в Ханти-Мансийския автономен окръг.

### Води

#### Реки
На територията на Тюменска област протичат около 75 хил. реки (с дължина над 1 km) с обща дължина над 420 хил. km, като малко над 70 хил. от тях протичат по територията на Ханти-Мансийския и Ямало-Ненецкия автономен окръг. Всичките реки в областта принадлежат към водосборния басейн на Карско море. Най-голямата водна артерия е река Об, която пресича областта в западна и северна посока на протежение около 1500 km. Нейни основни притоци са: леви – Голям Юган, Голям Салим, Иртиш (с притоците си Ишим, Тобол, Туртас, Демянка и Конда), Северна Сосва; десни – Вах, Аган, Пим, Лямин, Казим, Полуй. На север протичат реките Надим, Пур, Таз, Месояха, Танама, Юрибей. Речната мрежа е най-гъста на север, в Ямало-Ненецкия автономен окръг, като тук протичат над 2/3 от всичките реки в областта, а речната мрежа в средните части, в Ханти-Мансийския автономен окръг се характеризира с висока заблатеност, а гъстотата ѝ е два пъти по-малка от тази на север. Като цяло реките са с равнинен характер, бавно течение и множество меандри. Водният им режим се характеризира със сравнително ниско и разтегнато във времето пролетно пълноводие, по време на което преминава до 80-85% от годишния отток, устойчиво лятно-есенно маловодие, нарушавано от епизодични прииждания в резултат на поройни дъждове и ясно изразено зимно маловодие, при което по-малките реки в лесотунсрата и тундрата замръзват до дъно. Пълноводието на реките в южната, лесостепна зона е през април и май, а на северните реки от края на май или началото на юни до юли-август. На север реките замръзват през октомври, а се размразяват през май и юни, а на юг замръзват през ноември, а се размразяват през април.

#### Езера
В Тюменска област има над 1,7 млн. езера и изкуствени водоеми с обща площ над 64 800 km2, като количеството им намалява от 5,07% от територията на север до 1,96% на юг. Голяма част от тях са разположени в обширните блатни райони (вътрешно-блатни езера) и в пониженията на релефа, но се срещат и ледникови, термокарстови, крайбрежно-лагунни и крайречни езера. Те са предимно пресноводни, но на юг, в зоната на недостатъчното овлажнение има и езера с повишена минерализация. Най-големите езера са разположени на полуостров Ямал и в южните части на областта: Ямбуто, Яррото 1-е, Яррото 2-е, Шуришкарски Сор, Голям Уват и др.

#### Блата
Блатата и заблатените земи заемат 375 711 km2 (10,49% от територията на областта). Тук се намират най-големите блатни системи в Русия и едни от най-големите в света – Голямо Васюганско блато и Салимо-Юганската блатна система.

### Почви, растителност, животински свят
Почвите в областта са предимно подзолисто-пясъчни и пясъчни, а също торфено-блатни. В крайния север (полуостров Ямал и Гидански полуостров) преобладават тундровите почви, а в южните части – ливадните черноземи съпроводени със солонци. По долините на реките широко разпространение имат алувиалните почви.
На север растителността е тундрова и тясна полоса от лесотундрова растителност. Голяма част от областта е заета от тайга, състояща се основно от бор, ела, кедър, смърч и лиственица. На юг е развита лестепната зона с петна от брезови гори. Горските запаси на Тюменска област съставляват около 57% от общите запаси на Западен Сибир.
Животинския свят в тундрата е: северен елен, северна лисица, бял заек, леминги, бяла патица, полярна сова; в тайгата – лос, бялка, северноамериканска катерица, кафява мечка, росомаха, собол, вълк, лисица и множество птици; в лесостепите – тетерев. Аклиматизирани са ондатра, норка, баргузински собол, бобър. През летния период на север има голямо количество пролетни водоплаващи птици – гъски, патици. Реките и езерата са богати на различни видове риби.

## Население
На 1 януари 2018 г. населението на Тюменска област заедно с двата автономни окръга 3 692 400 души (9-о място в Руската Федерация, 2,51% от нейното население), а население без двата автономни окръга 3 692 400 души (31-во място в Руската Федерация, 1,02% от нейното население). Гъстота 2,52 души/km2. Градско население 80,66%. При преброяването на населението на Руската федерация през 2010 г. етническият състав на областта е следния: руснаци 2 352 063 души (63,7%), ханти 414 682 (11,23%), татари 157 296 (6,5%), украинци 157 296 (4,26%), азербайджанци 43 610 (1,18%), ненци 31 621 (0,86%) и др.

## Административно-териториално деление
На територията на Тюменска област са разположени още два субекта на РФ Ханти-Мансийски автономен окръг – Югра и Ямало-Ненецки автономен окръг. Съгласно постановлението на Конституционния съд на РФ, територията и населението на Тюменска област са единни, органите на държавната власт се формират във всички населени области в съответствие с федералните закони и договори. Ръководството на Тюменска област работи за необходимостта от сливане на трите субекта в един.
В административно-териториално отношение Тюменска област (без автономните окръзи) се дели на 5 областни градски окръга, 21 муниципални района, 5 града, всичките с областно подчинение, селища от градски тип няма.
| Административна единица | Площ (km2) | Население (2018 г.) | Административен център | Население (2018 г.) | Разстояние до Тюмен (в km) | Други градове и сгт с районно подчинение |
| ----------------------- | ---------- | ------------------- | ---------------------- | ------------------- | -------------------------- | ---------------------------------------- |
| Областни градски окръзи |            |                     |                        |                     |                            |                                          |
| 1. Тюмен                | 470        | 744 554             | гр. Тюмен              | 744 554             |                            |                                          |
| 2. Заводоуковск         | 2996       | 46 960              | гр. Заводоуковск       | 26 006              | 96                         |                                          |
| 3. Ишим                 | 46         | 65 259              | гр. Ишим               | 65 259              | 319                        |                                          |
| 4. Тоболск              | 222        | 102 417             | гр. Тоболск            | 98 886              | 247                        |                                          |
| 5. Ялуторовск           | 52         | 39 837              | гр. Ялуторовск         | 39 837              | 75                         |                                          |
| Муниципални райони      |            |                     |                        |                     |                            |                                          |
| 1. Абатски              | 4080       | 17 258              | с. Абатское            | 7959                | 378                        |                                          |
| 2. Армизонски           | 3109       | 9344                | с. Армизонское         | 4776                | 242                        |                                          |
| 3. Аромашевски          | 3446       | 10 800              | с. Аромашево           | 5373                | 235                        |                                          |
| 4. Берзюжки             | 2829       | 10 836              | с. Бердюже             | 5158                | 400                        |                                          |
| 5. Вагайски             | 18 400     | 20 849              | с. Вагай               | 5013                | 309                        |                                          |
| 6. Викуловски           | 5799       | 15 510              | с. Викулово            | 6995                | 435                        |                                          |
| 7. Голишмановски        | 4085       | 26 040              | с. Голишманово         | 14 336              | 225                        |                                          |
| 8. Исетски              | 2751       | 25 661              | с. Исетское            | 7479                | 75                         |                                          |
| 9. Ишимски              | 5444       | 29 921              | гр. Ишим               |                     | 319                        |                                          |
| 10. Казански            | 3095       | 16 163              | с. Казанское           | 6206                | 374                        |                                          |
| 11. Нижнетавдински      | 7357       | 22 813              | с. Нижная Тавда        | 6846                | 82                         |                                          |
| 12. Омутински           | 2828       | 18 658              | с. Омутинское          | 9201                | 171                        |                                          |
| 13. Сладковски          | 4023       | 10 658              | с. Сладково            | 3303                | 414                        |                                          |
| 14. Сорокински          | 2701       | 9894                | с. Болшое Сорокино     | 5317                | 377                        |                                          |
| 15. Тоболски            | 17 222     | 21 151              | гр. Тоболск            |                     | 247                        |                                          |
| 16. Тюменски            | 3689       | 118 123             | гр. Тюмен              |                     |                            |                                          |
| 17. Уватски             | 48 321     | 19 125              | с. Уват                | 5031                | 382                        |                                          |
| 18. Упоровски           | 3008       | 20 896              | с. Упорово             | 6417                | 130                        |                                          |
| 19. Юргински            | 4409       | 11 573              | с. Юргинское           | 4546                | 202                        |                                          |
| 20. Ялуторовски         | 2947       | 14 594              | гр. Ялуторовск         |                     | 75                         |                                          |
| 21. Ярковски            | 6657       | 23 324              | с. Ярково              | 7017                | 115                        |                                          |

|  | Тази страница частично или изцяло представлява превод на страницата „Административно-территориальное деление Тюменской области“ в Уикипедия на руски. Оригиналният текст, както и този превод, са защитени от Лиценза „Криейтив Комънс – Признание – Споделяне на споделеното“, а за съдържание, създадено преди юни 2009 година – от Лиценза за свободна документация на ГНУ. Прегледайте историята на редакциите на оригиналната страница, както и на преводната страница, за да видите списъка на съавторите. ВАЖНО: Този шаблон се отнася единствено до авторските права върху съдържанието на статията. Добавянето му не отменя изискването да се посочват конкретни източници на твърденията, които да бъдат благонадеждни. |

## Икономика
Една от най-богатите руски републики. Основа на регионалната икономика е добива на нефт (65% от целия руски добив) и природен газ (92%). В областта са съсредоточени най-големите в Русия нефтени и газови находища. Има и големи находища на въглища, торф и злато.

## Селско стопанство
На цената на производството, половината от земеделието е растителна продукция. Отглеждат зърнени култури; както и технически и фуражни култури, картофи и зеленчуци.
| хиляди хектара | 1775 | 1634,3 | 1296,8 | 1181,9 | 990 | 1091,2 | 1102,7 |